# Maurice Barrès
(Maurice Barrès)
Maurice Auguste Barrès (Charmes, 19 agosto 1862 – Neuilly-sur-Seine, 4 dicembre 1923) è stato uno scrittore e politico francese, figura di spicco del nazionalismo francese repubblicano.
Inizialmente scrittore decadente e vicino all'estetismo, poi nazionalista con posizioni antisemite accanto a Charles Maurras durante l'affare Dreyfus, prima della Grande guerra contro la Germania, in cui fu interventista, rivide le proprie posizioni considerando gli ebrei francesi, accanto ai tradizionalisti (monarchici, cattolici, conservatori, reazionari), ai socialisti e ai protestanti come una delle quattro grandi "famiglie spirituali" della Francia. Morì nel 1923 dopo essersi convertito al cattolicesimo.
Fu il padre dello scrittore Philippe Barrès, membro negli anni ‘20 del partito d’ispirazione fascista Le Faisceau e poi sostenitore della resistenza alla Germania nazista e al regime collaborazionista di Vichy, nelle file della Francia Libera di de Gaulle.

## Biografia
Maurice Barrès studiò al liceo di Nancy. Continuò gli studi alla facoltà di Diritto di Nancy (il suo certificato d'iscrizione è ancora esposto nella sala dei professori della facoltà).

### Lo scrittore
Autodefinitosi "Principe della Gioventù", esaltando, nei suoi tre volumi del Culto di me (1888-1891), l'individualismo, la ricerca delle esperienze e la soddisfazione dei sensi (estetismo, dandismo, libertinismo) nell'ambito del decadentismo, Maurice Barrès si spostò poco a poco verso il nazionalismo repubblicano e il tradizionalismo attraverso l'attaccamento alle radici e alla terra natale (Les déracinés, "Gli sradicati", 1897). È anche il grande scrittore del revanscismo contro la Germania vincitrice nel 1871 con Colette Baudoche, Au service de l'Allemagne ("Al servizio della Germania"), in cui espresse il sentimento antitedesco provato da molti francesi dopo la sconfitta di Sedan e la perdita dell'Alsazia-Lorena. 
Maurice Barrès tratteggiò il suo percorso personale nell'opera Il 2 novembre in Lorena. Vi evoca "la terra e i morti", "i grandi cimiteri dove soffia lo spirito", mette fine all'individualismo forsennato della sua giovinezza, sviluppa l'idea che il nostro "Io" è solo "l'effimero prodotto della società" e giunge alla conclusione che "la nostra ragione ci obbliga a far seguire i nostri passi a quelli dei nostri predecessori".
Fu eletto nel 1906 all'Académie française.
Si sa che amò, in modo platonico, la poetessa Anna de Noailles e che questo amore gli ispirò Un giardino sull'Oronte (Un Jardin sur l'Oronte).
Barrès viaggiò molto, specialmente in Grecia dall'aprile al maggio 1900, un periplo che egli ricorda nel resoconto Viaggio a Sparta (pubblicato nel 1906), poi fu a lungo e più volte in Italia dove strinse amicizia con Gabriele D'Annunzio, come lui letterato e  nazionalista.
Risalì il Nilo nel dicembre 1907-gennaio 1908. Di questo viaggio si conoscono solo poche note nei suoi Quaderni. Barrès ritornò in Oriente nel maggio-giugno 1914: tra le altre città, fu a Alessandria d'Egitto, Beirut, Damasco, Aleppo e Antiochia. Il resoconto del suo viaggio Una Inchiesta nei paesi del Levante fu pubblicata solo nel novembre 1923.

### L'impegno politico
Parallelamente alla sua carriera di scrittore, Barrès fu molto attivo anche in politica. Eletto deputato boulangista di Nancy a 27 anni, si diceva anche socialista e nell'emiciclo sedeva all'estrema sinistra. Fondò l'effimera rivista nazionalista La Cocarde; aderì quindi alla Lega dei patrioti di Paul Déroulède e fu antidreyfusardo. Quando il giovane Léon Blum venne a trovarlo sperando di convincerlo a unirsi alla lotta per la riabilitazione di Alfred Dreyfus considerato una spia tedesca, Barrès rifiutò e anzi scrisse un certo numero di articoli antisemiti, affermando per esempio: «Che Dreyfus abbia tradito, non lo deduco dai fatti ma dalla sua razza.»
Vicino a Charles Maurras, che ebbe su di lui un notevole ascendente nonostante fosse più giovane, Barrès rifiutò tuttavia di aderire alle idee monarchiche; espresse comunque, fino alla fine, la sua simpatia per l'avventura intellettuale dell'Action française. La maggior parte dei pensatori della nuova scuola realista (Jacques Bainville, Henri Vaugeois, Léon Daudet, Henri Massis, Jacques Maritain, Georges Bernanos, Thierry Maulnier e altri) riconobbero poi il loro debito nei confronti di Barrès, che fu l'ispiratore di diverse generazioni di scrittori (tra cui Montherlant, Malraux, Mauriac, Aragon).
Eletto deputato del dipartimento della Senna nel 1906, continuò ad esserlo fino alla morte (a quel tempo aderiva al gruppo parlamentare della Federazione repubblicana).
Nel 1908 un intenso duello oratorio parlamentare lo vide opposto a Jean Jaurès; Barrès contestava la traslazione al Panthéon delle spoglie di Émile Zola, sostenuta da Jaurès.
Amico e avversario politico di Jaurès e dei pacifisti alla vigilia della Grande Guerra, Barrès fu tra i primi a rendere omaggio, il 1º agosto 1914, al corpo di Jaurès stesso, assassinato il giorno prima dal nazionalista Raoul Villain.
Durante la Grande Guerra Barrès fu un attore importante della propaganda di guerra. Esaltò i combattimenti in corso e fu soprannominato dai pacifisti «l'usignolo dei massacri». Il pacifismo era certamente divenuto un'opinione molto minoritaria, e la lotta contro la Germania pangermanista e imperialista, «la guerra del diritto», che permise alla Francia il recupero di Alsazia e Lorena, aveva guadagnato l'adesione anche della maggioranza dei socialisti e degli anarchici. I suoi quaderni mostrano d'altra parte che egli non era impregnato della parola d'ordine ottimista che ostentava nei suoi stessi articoli: evidenziano attacchi di pessimismo e una frequente disillusione, talvolta al limite con il disfattismo.
Riconsiderando in parte alcuni suoi errori, durante la Grande Guerra Maurice Barrès rese anche un vibrante omaggio agli ebrei francesi in Le famiglie spirituali della Francia dove li affianca ai tradizionalisti, ai protestanti e ai socialisti come uno dei quattro elementi del genio nazionale (opponendosi così a Maurras che ne fece invece «i quattro Stati confederati» dell'Anti-Francia: ebrei, massoni, stranieri, protestanti). Rese immortale la figura del rabbino Bloch, colpito a morte nel momento in cui tendeva un crocifisso a un soldato morente.
Insieme ad altri capi nazionalisti e militari come Ferdinand Foch, sostenne l'opportunità di una nuova frontiera più sicura sulla riva sinistra del Reno, non essendo per loro sufficiente la smilitarizzazione della Renania e l'occupazione militare francese della Ruhr. Il 24 giugno 1920 la Camera dei deputati votò il suo progetto di legge che istituiva una festa nazionale laica dedicata all'eroina nazionale Giovanna d'Arco, nominata patrona di Francia dalla Chiesa.
Morì, tre anni dopo, colpito da infarto cardiaco a 61 anni nel 1923.

## L'eredità
Maurice Barrès incoraggiò gli inizi letterari di François Mauriac e di Louis Aragon, ed ebbe  inizialmente buone relazioni con il giovane Léon Blum. Durante la seconda guerra mondiale, suo figlio, lo scrittore Philippe Barrès, dopo aver abbandonato il gruppo fascista del Faisceau, seguì il fondatore Georges Valois e mise la sua penna al servizio di Charles de Gaulle e della resistenza francese della Francia Libera, mentre l'Action française, antitedesca, collaborò spesso per convenienza e antisemitismo con l'occupazione germanica e il regime di Vichy. Suo nipote Claude Barrès fu un militare e combattente per de Gaulle nella Francia Libera e morì poi durante la guerra d'Algeria nel 1959.
L'importanza di Maurice Barrès per un'intera generazione è stata ricordata dallo storico Michel Winock nel suo libro Il secolo degli Intellettuali (Seuil, 1995): la prima parte dell'opera ha come titolo "Gli anni Barrès", a cui seguono "Gli anni Gide" e "Gli anni Sartre".
Maurice Barrès e l'occultista Stanislas de Guaita erano amici d'infanzia. Cattolico senza fede, Maurras era attirato dall'Asia, e da forme minoritarie o mistiche di Islam come sufismo e lo sciismo. Tornò tuttavia alla fede cattolica durante i suoi ultimi anni e intraprese sull'Écho de Paris una campagna per la restaurazione delle chiese di Francia, fortemente degradatesi dopo la legge di separazione tra Stato e Chiese del 1905.

## Il "processo" a Maurice Barrès
Nella primavera 1921 i dadaisti organizzarono il processo a Maurice Barrès, accusato di "attentato alla sicurezza dello spirito". Questa manifestazione, che portò alla simbolica condanna di Barrès a vent'anni di lavori forzati, coincise con lo scioglimento del movimento dadaista, i cui fondatori (Tristan Tzara per primo) rifiutavano ogni forma di giustizia, compresa quella organizzata da Dada.

## Opere principali

### Romanzi
- Le Culte du moi (trilogia di romanzi autobiografici)
  - Sous l'œil des barbares. – Parigi: Lemerre, 1888 In formato elettronico
  - Un homme libre. – Parigi: Perrin, 1889 In formato elettronico
  - Le Jardin de Bérénice. – Parigi: Perrin, 1891 In formato elettronico
- L'Ennemi des Lois. – Parigi: Perrin, 1893 In formato elettronico
- Le Roman de l'énergie nationale (trilogia di romanzi)
  - Les Déracinés. – Parigi: Fasquelle, 1897
  - L'Appel au soldat. – Parigi: Fasquelle, 1897
  - Leurs figures. – Parigi: Juven, 1902
- Les Bastions de l'Est (trilogia di romanzi)
  -  Au service de l'Allemagne. – Parigi: A. Fayard, 1905
  - Colette Baudoche. – Parigi: Juven, 1909
  - Le Génie du Rhin. – Parigi: Plon, 1921
- La Colline inspirée. – Parigi: Émile Paul, 1913
- Un jardin sur l'Oronte. – Parigi: Plon, 1922 In formato elettronico

### Teatro
- Une journée parlementaire, comédie de mœurs en 3 actes. – Parigi: Charpentier et Fasquelle, 1894

### Resoconti di viaggi
- Du sang, de la volupté, de la mort: Un amateur d'âmes. Voyage en Espagne, Voyage en Italie, etc.. – Parigi: Charpentier et Fasquelle, 1894 In formato elettronico
- Amori et Dolori sacrum. La mort de Venise. – Parigi: Juven, 1903 (trad. it. Morte a Venezia)
- Le Voyage de Sparte. – Parigi: Juven, 1906 In formato elettronico
- Le Gréco ou le Secret de Tolède. – Parigi: Émile-Paul, 1911 In formato elettronico (trad. it. Il Greco o il segreto di Toledo)
- Une enquête aux pays du Levant. – Parigi: Plon, 1923.

### Scritti politici
- Étude pour la protection des ouvriers français. – Parigi: Grande impr. parisienne, 1893 In formato elettronico
- Scènes et Doctrines du nationalisme – Parigi: Juven, 1902 (trad. it. La dottrina nazionalista)
- Les Amitiés françaises. – Parigi: Juven, 1903
- La Grande Pitié des églises de France. – Parigi: Émile-Paul, 1914
- Une visite à l'armée anglaise. – Parigi: Berger-Levrault, 1915 In formato elettronico
- Les Diverses Familles spirituelles de la France. – Parigi: Émile-Paul, 1917 In formato elettronico
- L'Ame française et la Guerre (chroniques). – Parigi: Émile-Paul, 1915-1920 (trad. it. L'anima della Francia e la guerra)
- Faut-il autoriser les congrégations? Les Frères des écoles chrétiennes. – Parigi: Plon-Nourrit, 1923 In formato elettronico
- Souvenirs d'un officier de la Grande armée, par Jean-Baptiste-Auguste Barrès; publiés par Maurice Barrès, son petit-fils. – Parigi: Plon-Nourrit, 1923 In formato elettronico
- La République ou le Roi, Corrispondenza Barrès-Maurras, Plon 1965.

### Antologia
- Quelques cadences. – Parigi: Sansot, 1904 In formato elettronico